# Ryōta Endō
Ryōta Endō (japanisch 遠藤 亮太 Endō Ryōta; * 11. April 2001) ist ein japanischer Fußballspieler.

## Karriere
Ryōta Endō erlernte das Fußballspielen in den brasilianischen Jugendmannschaften vom Londrina EC und dem EC São Bernardo. Im Januar 2020 kehrte er nach Japan zurück. Hier schloss er sich in der Präfektur Miyazaki dem J.FC Miyazaki an. Nach zwei Spielzeiten kehrte er nach Brasilien zurück. Hier spielte er bis 2023 für de unterklassigen Toledo EC und AD Carmópolis. Im Januar 2024 ging er nach Thailand. Hier nahm ihn der Zweitligist Pattaya United FC unter Vertrag. Sein Zweitligadebüt für den Verein aus dem Seebad Pattaya gab Ryōta Endō am 3. Februar 2024 (22. Spieltag) im Auswärtsspiel gegen den Dragon Pathumwan Kanchanaburi FC. Bei dem 3:2-Auswärtssieg stand er in der Startelf und wurde in der 58. Minute gegen Suan Lam Mang ausgewechselt. Nach insgesamt sechs Ligaspielen für Pattaya wechselte er nach der Hinrunde im Dezember 2024 zum Drittligisten Angthong FC. Mit dem Verein aus Ang Thong spielte er zehnmal in der Central Region der Liga. Im Juli 2025 wechselte er wieder in die zweite Liga. Hier schloss er sich in der Hauptstadt Bangkok dem Bangkok FC an.